# Casa del Pueblo

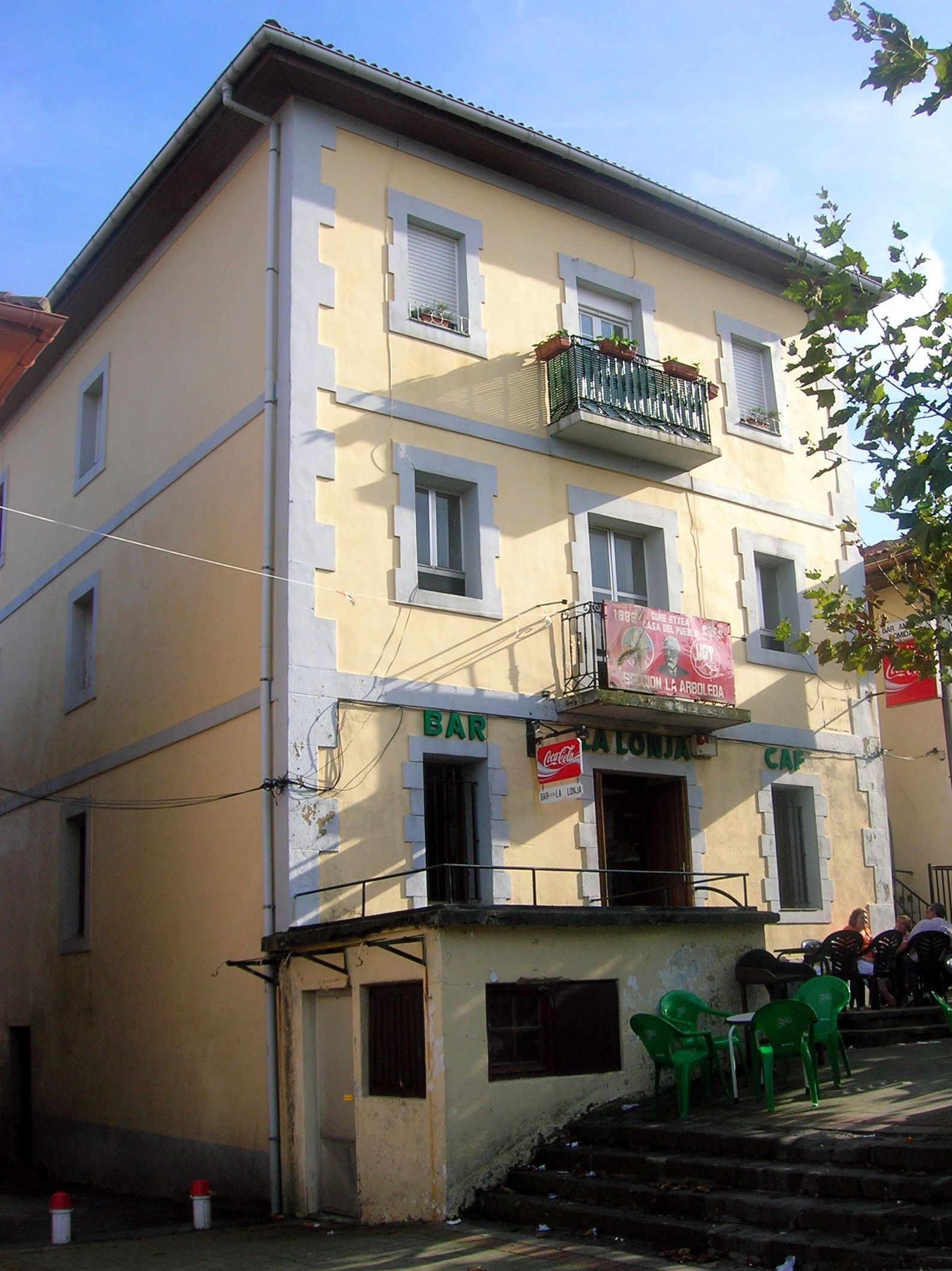
Casa del Pueblo de La Arboleda, Biscaia.

Casa del Pueblo (Casa del Poble) és el nom que rep la seu municipal del PSOE. És un lloc on històricament es donava informació a treballadors i obrers.

## Història
La primera casa del poble va ser fundada per Pablo Iglesias a Madrid el 1908. El PSOE i la UGT plantaven cara als grans capitals: la inauguració de la Casa del Poble de Madrid en un antic palau ducal al carrer del Piemont va ser un esdeveniment de gran importància.
S'hi van domiciliar un gran nombre de societats i organitzacions obreres. La Casa del Pueblo serà propietat conjunta dels obrers de Madrid. Contra els patrons, el socialisme explica ara amb una gran seu, que té al capdamunt una sola bandera, la roja.
A l'interior, despatxos i més despatxos, com descriu Arturo Barea, una sala de cinema i teatre que també val per a mítings, una biblioteca i la seu del primer segur metge gestionat pels obrers de Madrid, la coneguda Mutualitat, que protegeix al treballador i a la seva família en una època sense Seguretat Social i que tenia un dispensari que ofereix a l'afiliat medicines gratis.
L'exemple de la Casa del Poble de Madrid es va estendre arreu d'Espanya, que aviat es veu plena d'aquestes llocs de reunió, estudi i sociabilitat, sobretot en Astúries i País Basc. Els obrers tenen així alguna cosa que és d'ells mateixos, on a més se'ls ensenya a llegir i a escriure, però també se'ls dona als més avançats ensenyaments propis d'una universitat popular.
Actualment, el terme ha desaparegut en l'etimologia de la majoria de les seus del PSOE, exceptuant al País Basc on encara es conserva. El terme manté ressons romàntics en la història del moviment obrer.
També, van ser anomenades amb aquest nom algunes seus culturals dels anarquistes i del sindicat Confederació Nacional del Treball (CNT-AIT), encara que en aquests casos el terme general era Ateneu llibertari. A Alcoi la Casa del Poble és la seu cultural d'UCE (Unificació Comunista d'Espanya).